# Батай, Желль
Желль Батай (фр. Jelle Bataille; род. 20 мая 1999, Остенде, Фламандский регион) — бельгийский футболист, защитник клуба «Антверпен».

## Клубная карьера
Батай — воспитанник клубов «Брюгге» и «Остенде». 24 августа 2018 года в матче против «Зюлте-Варегем» он дебютировал в Жюпиле лиге в составе последнего. В начале 2020 года в поединке против льежского «Стандарда» Желль забил свой первый гол за «Остенде». Летом 2021 года Батай перешёл в «Антверпен». 25 июля в матче против «Мехелена» он дебютировал за новую команду. 20 декабря 2022 года в поединке национального кубка против льежского «Стандарда» Желль забил свой первый гол за «Антверпен». В 2023 году он помог клубу завоевать Кубок Бельгии и выиграть чемпионат.

## Достижения
Клубные
«Антверпен»
- Победитель Жюпиле лиги: 2022/23
- Обладатель Кубка Бельгии: 2022/23